# Río Anseba
El río Anseba (en tigriña: ኣንሰባ)  es un río de Eritrea, el principal afluente del río Barka, que tiene una longitud de 346 kilómetros. Nace en las tierras altas de Eritrea fuera de Asmara y fluye en dirección noroeste a través de Keren. Se une cerca de la frontera con Sudán al río Barka, que acaba desaguando en el mar Rojo.

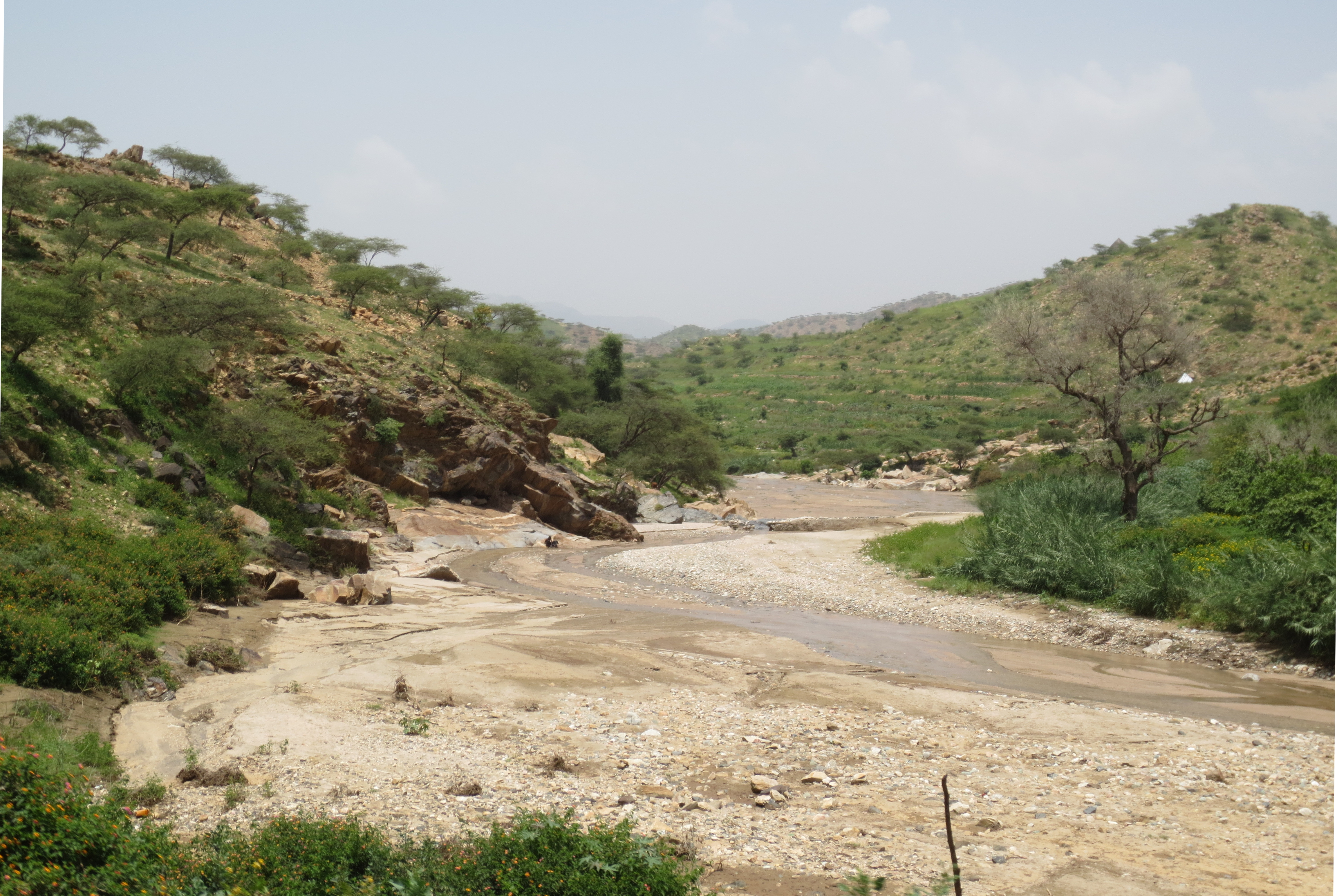
El río Anseba entre Elabored y Keren